# Rebecca Gilmore
Rebecca Gilmore, född den 13 juni 1979 i Sydney, är en australisk simhoppare.
Hon tog OS-brons i synkroniserade höga hopp i samband med de olympiska simhoppstävlingarna 2000 i Sydney.